# 雁堤
雁堤（かりがねづつみ）は、静岡県富士市に位置する、富士川東岸の氾濫を治めるために江戸時代に築堤された堤防。

## 概要

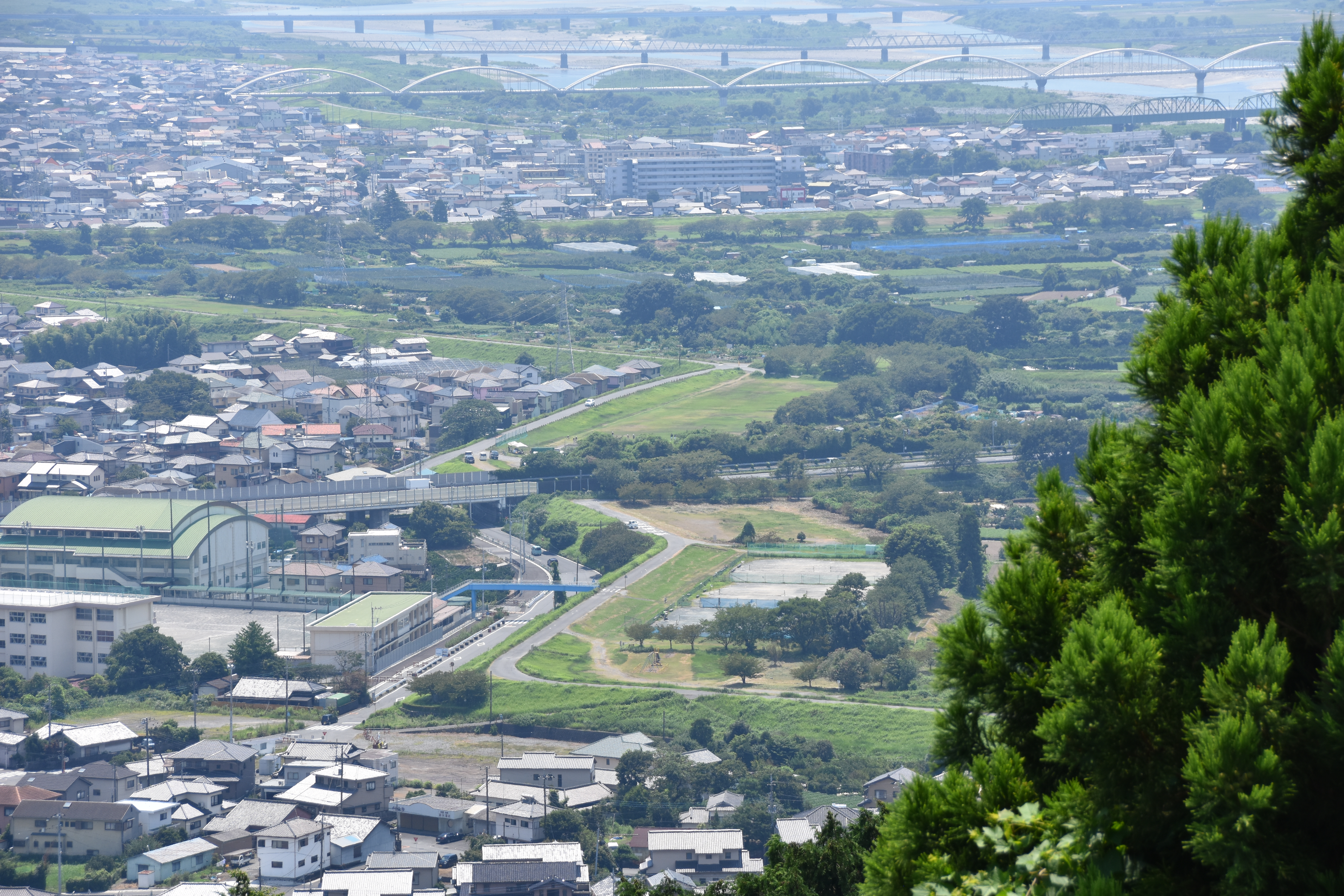
雁堤

現在日本三大急流の1つに数えられる富士川は古くから氾濫を繰り返しており、その氾濫により富士川東岸（現在の富士市域）に形成された富士川氾濫原は人の居住もままならない地域であった。そのため江戸時代に治水事業を行うようになり、それを駿河国富士郡の古郡家が担った（戦国時代に甲斐国から移住したともいう）。
古郡家はこれを親子三代（重高・重政・重年）で行い、その発端である重高は元和7年（1621年）に一番出しと二番出し（突堤）を築いた。次代の重政は新田開発事業を行うなどしたが、これら治水事業の後も富士川東岸は氾濫を続けていた。
そのため、重政の次代である重年はこれを盤石とするために寛文7年（1667年）に駿河国富士郡岩本村・篭下村（現在の富士市松岡）にかけて雁堤の築堤に着手し、延宝2年（1674年）に完成させた。7年の歳月をかけた大規模な事業であった。このように、重高の代から数えると50余年の治水事業となった。
この事業により富士川東岸は安定を得た一方、流路が変わったことで代わりに富士川西岸に洪水が発生することとなり、また被害も広範囲に拡大するようになってしまった。つまり加島の地は雁堤により守られたが、逆にこれまで被害の無かった岩淵や中之郷・蒲原の地は洪水の被害が発生するようになったのである。これら被害は正保年間から増加するようになったとされる。特に宝永元年（1704年）の洪水は甚大な被害を蒙り、76石分の土地が流失したという。
雁堤は大きく屈曲した箇所があり、その様が群れをなして飛ぶ雁の姿に似ている事からこのように呼ばれるようになったという。現在富士市指定史跡となっている。

## 加島五千石
富士川がもたらした砂礫により形成された扇状地である加島平野は、氾濫により開発が及ばない地域であった。やがて雁堤が完成すると富士川の本流は富士川西岸の岩淵村・中之郷方面へ移動し、それより東側に位置する富士川東岸の加島平野は次第に安定するようになった。
このように安定を得た加島平野ではやがて新田開発が進み、その様相は「加島五千石」と讃えられるまでに至った。それにより農作物が作られるようになり、産物として「加島米」「富士梨」等が生まれた。加島米は『駿河国新風土記』に「米ハ早稲、多く他村に先ち熟す（中略）此を加島米と称す」とあり、この地で量産された。富士梨は塩沢家の塩沢茂三郎が富士郡下で初めて梨を栽培したことから始まる。

## 人柱伝承

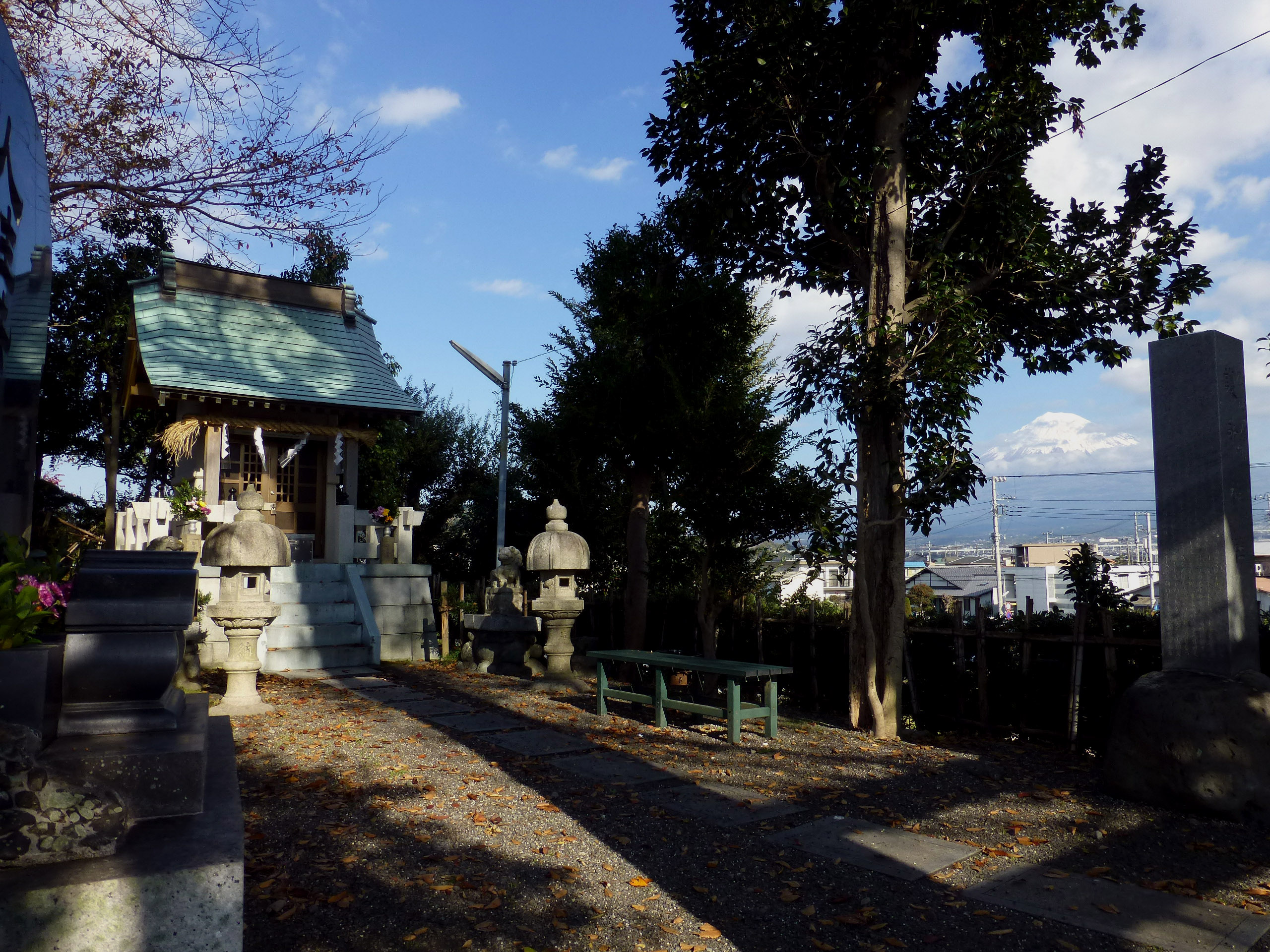
雁堤の護所神社

雁堤の傍らには護所神社が鎮座し、境内に人柱供養塔・雁堤人柱之碑がある。護所神社は人身御供が謂れで成立した神社とされ、当地には人柱伝承が残る。
伝承の内容は、雁堤の築堤に苦慮する中で解決策として富士川を渡河する者のうち百人目ないし千人目の者を人柱（生贄）とするというものであり、在地の者ではなく旅人が生贄になるというものである。人柱となった人物については、諸説で分かれている。
護所神社では現在も毎年7月に祭礼が行われている。

## 現在
現在の富士川は、潤井川などの支流への水量調整や、日本軽金属蒲原製造所が自社水力発電の為に、雁堤よりも上流で水を採水し、そのまま駿河湾へ流しているため、昔のような水量ではなく、水敷からも距離があるが、現在も築堤として使用されており、河川区域として国土交通省が管理している。
広大な堤内地については、隣接する富士市立岩松中学校のテニス場などのグラウンドの他、市民が利用できる多目的グラウンド、ゲートボール場などとして富士市などに占用許可が与えられている。またみかんやお茶などの畑としても利用されている。
秋になると長さ1km以上にも及ぶ沿道にコスモスが咲き乱れる。近隣の町内会ごとにエリアが分けられ、当番制で水遣りなどの他エリアに負けずと手間をかけて育てたコスモスはNHKなどの県内テレビニュースでも取り上げられるほど有名となっている。
春になるとコスモスのほかにサクラが咲き、富士山との景色を求め花見客などが多くやってくる。このサクラはコスモスと肩を並べるほど有名である。
毎年10月の第1土曜には、古郡親子3代の偉業と、築堤や氾濫での犠牲者、そして人柱となった僧を弔う「かりがね祭り」が催される。